# Mój rower
Mój rower – polski film fabularny z 2012 roku, w reżyserii Piotra Trzaskalskiego.

## Obsada
- Artur Żmijewski – Paweł
- Michał Urbaniak – Włodzimierz, ojciec Pawła
- Krzysztof Chodorowski – Maciek, syn Pawła
- Anna Nehrebecka – Barbara, matka Pawła
- Witold Dębicki – Franek Wera
- Sawa Fałkowska – miłość Maćka
- Maria Maj – Sabina Dziedzicowa, sąsiadka Włodzimierza

Źródło

## Dane produkcji
Na podstawie:
Czas trwania zdjęć: 16 sierpnia 2011–20 września 2011
Plan filmowy: Łódź, Posejnele.
Dofinansowanie filmu: Polski Instytut Sztuki Filmowej.
Budżet: 4 084 236 złotych
Produkcja: Federico Film
Koprodukcja: TVN
Dystrybutor: ITI Cinema

## Nagrody i nominacje
| Rok  | Kategoria                                                       | Laureat                   |
| ---- | --------------------------------------------------------------- | ------------------------- |
| 2013 | Odkrycie roku Polskie Nagrody Filmowe – Orły                    | Michał Urbaniak           |
| 2013 | Nominacja: Najlepsza scenografia Polskie Nagrody Filmowe – Orły | Wojciech Sylwester Żogała |
| 2013 | Nominacja: Najlepszy montaż Polskie Nagrody Filmowe – Orły      | Cezary Kowalczuk          |

Na podstawie